# Маргарита Левиева
Маргарита Левиева (на руски: Маргарита Владимировна Левиева и на английски: Margarita Levieva) е американска актриса от руски произход, родена на 9 февруари 1980 г. в Санкт Петербург, Русия. Преди да започне да се снима във филми, се занимава с гимнастика. Играе поддържаща роля в американския сериал „Отмъщението“.

## Биография
Маргарита Левиева е руска еврейка, родена в Ленинград, СССР (сега Санкт Петербург, Руска федерация). На тригодишна възраст започва да се обучава по строга програма за конкурентно ритмична гимнастичка. Когато вече е на 11, заедно с майка си и своя брат близнак се премества в Бруклин, Ню Йорк, САЩ. След като емигрира в Съединените щати, Левиева продължава да се занимава още няколко години с гимнастика и постига регионален успех. Не успява да участва в американското първенство заради липсата на американско гражданство по това време, тъй като нейното семейство е пристигнало нелегално в страната. Тя има специалност по икономика в Нюйоркския университет и работи като моден купувач.
Левиева започва да участва в някои телевизионни сериали, като един от тях е „Закон и ред“ (Law & Order: Trial by Jury) през 2005 г. През 2006 г. участва в сериала на Fox, „Vanished“. Участва и в игрални филми като „The Invisible“, „Billy's Choice“, „Noise“ с участието на Тим Робинс, Бриджит Мойнахан и Уилям Хърт.
През 2005 г. е включена в класацията на 50-те най-красиви хора в Ню Йорк на списание „New York Magazine“.
През 2009 г. Левиева играе Лиза П. в комедията „Adventureland“. През същата година се появява в драмата на NBC „Kings“ (в епизода „First Night“) и участва в пиесата „The Retributionists“.
През 2011 г. актрисата получава участие в сериала Отмъщението, като играе две роли в него – Емили Торн (оригиналната ѝ роля), която се съгласява да играе (по сюжет) и втора самоличност като Аманда Кларк. През 2012 г. е поканена за участие във втория сезон на сериала на HBO „Luck“ с поддържащата роля на Сара Израел, въпреки че сериалът е отменен след първия си сезон.

## Филмография
| Филми     | Филми                                                        | Филми                   | Филми                  | Филми |
| Година    | Заглавие                                                     | Роля                    | Бележки                |       |
| --------- | ------------------------------------------------------------ | ----------------------- | ---------------------- | ----- |
| 2004      | Billy's Choice                                               | Джули Романо            |                        |       |
| 2005      | N.Y.-70                                                      | Синди                   |                        |       |
| 2005      | English                                                      | Стефани Давис           |                        |       |
| 2006      | The Prince                                                   | Исабел                  |                        |       |
| 2006      | What's Not to Love?                                          | Блек                    |                        |       |
| 2007      | David's Apartment                                            | DeeDee                  |                        |       |
| 2007      | Невидимият (The Invisible)                                   | Ани Нютон               |                        |       |
| 2007      | Noise                                                        | Екатерина Филиповна     |                        |       |
| 2009      | Професия жиголо (Spread)                                     | Хедър                   |                        |       |
| 2009      | Adventureland                                                | Лиса П.                 |                        |       |
| 2010      | The Stand Up                                                 | Джули                   |                        |       |
| 2011      | Адвокатът с Линкълна                                         | Режи Кампо              |                        |       |
| 2011      | Рицари от съвремието (The Knights of Badassdom)              | Бет                     |                        |       |
| 2012      | За Елън (For Ellen)                                          | Клеър                   |                        |       |
| 2012      | Любовната квартира (The Loft)                                | Вики Фри                |                        |       |
| 2014      | Бързият влак „Москва-Русия“ (Скорый «Москва-Россия»)         | Мила                    |                        |       |
| 2015      | Дневникът на една тийнейджърка (The Diary of a Teenage Girl) | Табата                  |                        |       |
| Сериали   |                                                              |                         |                        |       |
| Година    | Заглавие                                                     | Роля                    | Бележки                |       |
| 2005      | Law & Order: Trial by Jury                                   | Стефани Дейвис          | 1 епизод               |       |
| 2006      | Изчезналата (Vanished)                                       | Марси Колинс            | 13 епизода             |       |
| 2009      | Kings (U.S. TV series)                                       | Клаудия                 | 1 епизод               |       |
| 2010–2011 | Да успееш в Америка (How to Make It in America)              | Джули                   | 6 епизода              |       |
| 2017-     | Дяволът (The Deuce)                                          | Абигейл „Аби“ Паркър    | 8 епизода (продължава) |       |
| 2011–2013 | Отмъщението                                                  | Аманда Кларк/Емили Торн | поддържаща роля        |       |